# أوروش ماتيتش
أوروش ماتيتش (مواليد 23 مايو 1990) هو لاعب كرة قدم صربي يلعب في مركز الوسط لعب سابقاً مع نادي أبها في دوري المحترفين السعودي.

## وصلات خارجية
- أوروش ماتيتش على موقع الاتحاد الأوربي (الإنجليزية)
- أوروش ماتيتش على موقع قاعدة بيانات كرة القدم.إي يو (الإنجليزية)
- أوروش ماتيتش على موقع Soccerway.com (الإنجليزية)
- أوروش ماتيتش على موقع عالم كرة القدم.نت (الإنجليزية)